# آلبرگ اکسپرس
آلبرگ اکسپرس (انگلیسی: Arlberg Express) یک فیلم در ژانر ماجراجویی به کارگردانی ادوارد فون بورشودی است که در سال ۱۹۴۸ منتشر شد. از بازیگران آن می‌توان به پاول هوبشمید، ایوان پترویچ، و اوتو ترسلر اشاره کرد.